# Shuttle (azienda)
Shuttle Inc. è un'azienda taiwanese che nasce come produttore di schede madri per poi evolversi nel segmento dei sistemi mini PC. La sua fortunata linea di computer XPC è oggi ben conosciuta ed annovera modelli di ogni genere disponibili sia come barebone (sistemi ridotti all'osso) sia come configurazioni complete preassemblate (anche su specifica richiesta degli utenti che possono utilizzare il configuratore online disponibile sul sito del produttore).

## Prodotti
- K45
- SD30G2 Black Plus
- SD30G2 Silver Plus
- SG31G2 Black (Glamor Series)
- SG31G2 Silver (Glamor Series)
- SG31G5 (Glamor Series)
- SG33G5 (Glamor Series)
- SG33G5M (D'VO Series)[1]
- SG33G6 Deluxe (Glamor Series)
- SN68PTG5 (Glamor Series)
- SN68PTG6 Deluxe (Glamor Series)
- SN68SG2 (Glamor Series)
- SN78SH7
- SP35P2 Pro (Prima Series)[2]
- SX38P2 Pro (Prima Series)
- SX48P2 Deluxe (Prima Series)